# Stripsipher zebra
Stripsipher zebra är en skalbaggsart som beskrevs av Hippolyte Louis Gory och Achille Rémy Percheron 1833. Stripsipher zebra ingår i släktet Stripsipher och familjen Cetoniidae. Inga underarter finns listade i Catalogue of Life.